# Olyra obliquifolia
Olyra obliquifolia är en gräsart som beskrevs av Ernst Gottlieb von Steudel. Olyra obliquifolia ingår i släktet Olyra och familjen gräs. Inga underarter finns listade i Catalogue of Life.